# Franz von Epp
Pour les articles homonymes, voir Epp.
Franz Ritter von Epp est un officier de l'armée impériale allemande du début du XXe siècle et un homme politique, né le 16 octobre 1868 à Munich où il est mort le 31 décembre 1946. 
Militant d'extrême droite à l'issue de la Première Guerre mondiale, il adhère ensuite au parti nazi ; il est nommé Reichsstatthalter de Bavière sous le Troisième Reich.

## Biographie

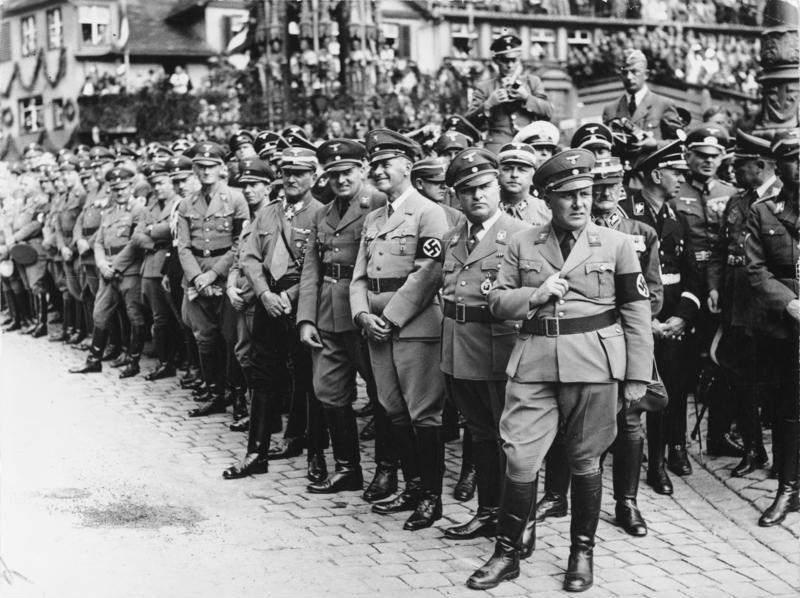
Epp participe au Reichsparteitag en septembre 1938 à Nuremberg. De droite à gauche : Bormann, Ley, Frick, Hans Frank, Franz von Epp, Goebbels et Buch.

Franz Epp est le fils de l’artiste peintre Rudolpf Epp et de Katharina Streibel. Il fait ses études à Augsbourg. Après son baccalauréat, Epp s'engage le 16 août 1887 comme volontaire de trois ans dans le 9e régiment d'infanterie royal bavarois (de) et devient officier de carrière de l'armée bavaroise. De 1896 à 1899, Epp étudie à l'académie bavaroise de guerre (de). En 1900-1901, il participe, en tant que volontaire, à la répression de la révolte des Boxers ; il rejoint ensuite les territoires colonisés par l’Allemagne en Afrique. Commandant d’une compagnie, il prend part au massacre des Héréros et des Namas.
Au cours de la Première Guerre mondiale, il commande le régiment d'infanterie du Corps royal bavarois (de), avec lequel il combat en France, en Serbie, en Roumanie et en Italie, lors des batailles de l'Isonzo. Il est décoré à de nombreuses reprises et reçoit notamment, le 23 juin 1916 la médaille du mérite militaire de Bavière ; anobli le 25 février 1918, il est décoré, le 29 mai 1918, de la médaille « Pour le Mérite », la plus haute distinction militaire allemande.
Après la guerre, il fonde le « Freikorps Epp », une organisation paramilitaire de droite, essentiellement composée de vétérans du conflit mondial, dont Ernst Röhm, le futur chef de la SA. Son corps franc participe à l’écrasement de la république des conseils de Bavière et est responsable de plusieurs massacres. Epp rejoint ensuite la Reichswehr, au sein de laquelle il est promu Generalmajor en 1922. Il quitte l’armée l'année suivante, en raison de ses liens avec des organisations d’extrême droite et de ses activités au sein du Parti populaire bavarois.
Dès 1920, Epp soutient le parti nazi : en décembre, il met à sa disposition 60 000 marks provenant des fonds secrets de l’armée afin de permettre le rachat du Völkischer Beobachter. Lors du putsch de la Brasserie, en novembre 1923, Epp met à profit ses étroites relations avec Röhm pour servir d’intermédiaire entre celui-ci et le général Jakob von Danner et négocier une reddition honorable et sans effusion de sang.
En 1928, Epp, qui a quitté le Parti populaire bavarois, est élu député au Reichstag ; la même année, il est nommé à la tête du département politico-militaire du parti nazi, puis en 1936, à la direction de la Société coloniale allemande.
Le 9 mars 1933, deux semaines avant l’adoption de la loi des pleins pouvoirs, Epp, sur les ordres d’Adolf Hitler et Wilhelm Frick, dépose le gouvernement légal de Bavière pour y instaurer un gouvernement nazi, dont il est le chef, tout d’abord en tant que commissaire général, puis comme Reichsstatthalter. Il entre en conflit avec le Premier ministre bavarois, Ludwig Siebert, conflit qui tourne à l’avantage de ce dernier. Les efforts d’Epp pour limiter l’influence du gouvernement national sur les affaires intérieures bavaroises échouent, mais il conserve son poste jusqu’à la fin de la guerre, même s’il n’a plus de réel rôle politique. Au cours de la Seconde Guerre mondiale, Epp prend ses distances avec les dirigeants nazis, en raison de querelles personnelles ; il ne remet cependant pas en question les orientations politiques du régime nazi.
Il préside la Ligue coloniale du Reich.
En 1945 Epp, âgé de 77 ans, est arrêté sur ordre de Paul Giesler, le successeur de Siebert, pour ses liens supposés avec le groupe de résistance anti-nazie, le « Freiheitsaktion Bayern », dirigé par Rupprecht Gerngroß (en) : Epp n’est pourtant pas directement impliqué dans les activités de cette organisation, dont l'objectif est une reddition face aux armées alliées, ce qu’Epp considère comme une trahison de l’armée allemande.
Interné à la fin de la guerre par les Américains, Epp meurt un an et demi plus tard dans un camp de prisonniers.